# Croton subaemulans
Espèce
Croton subaemulans est une espèce de plantes à fleurs du genre Croton et de la famille des Euphorbiaceae, présente à l'ouest de Madagascar (en incluant l'île de Nosy Be).
Il a pour synonymes :
- Croton subaemulans, var. minor, Leandri
- Croton tenuicuspis, Baill., 1891